# 市原市立三和中学校
市原市立三和中学校（いちはらしりつ さんわちゅうがっこう）は、千葉県市原市磯ケ谷にある公立中学校。文部科学省の学校コードはC112210002164、旧学校調査番号は123910で、教育開発出版の所属中学校コードは120184。通称は三中（さんちゅう）。

## 概要
市原市中部の三和地区にある。通学区域内の人口減少と生徒数減少により1962年に3つの中学校が合併して設置された。

## 沿革

### 概歴
1962年（昭和37年）に、三和町立市西中学校・三和町立養老中学校・三和町立海上中学校の3校を併合して三和町立三和中学校として開校した。翌1963年（昭和38年）、市原市立三和中学校と改称した。1983年（昭和58年）には光風台団地を中心とした生徒数増加に対応するため、市原市立光風台小学校の通学区域を市原市立双葉中学校に分離している。

### 年表
- 1962年（昭和37年）4月1日 - 三和町立三和中学校開校。
- 1963年（昭和38年）
  - 3月1日 - 校歌制定
  - 4月1日 - 校舎の一部が落成。海上校舎の生徒は移転。
  - 5月1日 - 市原市立三和中学校に改称。
  - 5月30日 - 校旗完成。
  - 11月30日 - 校舎が完成。全生徒が現校舎に移転。
  - 12月1日 - 統合式実施。統合記念日を12月1日とする。
- 1969年（昭和44年）
  - 3月17日 - 校地面積拡張。
  - 4月12日 - プール完成。
- 1979年（昭和54年）4月27日 - 緑の少年団結成。
- 1983年（昭和58年）4月1日 - 市原市立双葉中学校が分離開校。
- 2011年（平成23年）11月18日 - 千葉県造形教育研究大会を本校と海上小学校で実施。

### 指定
- 県教委・環境美化推進校
- 市教委・学力向上研究指定：1981年 - 1982年・1987年
- 市教委・学力向上研究指定（コンピュータの活用）：1990年 - 1991年
- 市教委・特色ある学校指定（コンピュータ）：1992年 - 1993年
- 文部省・機器利用研究指定校（コンピュータ）：1994年 - 1995年
- 市教委・機器利用研究指定校（コンピュータ）：1994年 - 1997年
- 市教委・開かれた学校指定（学校評議員制）：2003年

## 校則

### 校歌
校歌についての情報は以下の通りである。
- 作詞：市原三郎
- 作曲：山口保治

### 制服
1963年の市原市市制施行以降の制服は以下の通りとなっている。
1. 冬服
  - 男子：詰襟学生服（学ラン）
  - 女子：カフスとセーラーカラーに3本の白いラインが入った濃紺色のセーラー服、白色のスカーフ
2. 夏服
  - 男子：Yシャツ、「Shito」のロゴが入った黒系ズボン
  - 女子：ブラウス、吊りスカート、薄水色のリボン

市原市内の姉崎中、姉崎東中、有秋中、東海中、千種中、双葉中、市原中、市東中、湿津中の制服とは、校章以外でほとんど見分けがつかない。なお、八幡中も制服変更前は同様のものであった。

## 施設

### 敷地
敷地の詳細は以下の通りである。
- 所在地：〒290-0204　千葉県市原市磯ケ谷1703番地
- 所有者：市原市
- 敷地面積：30,931m2
- 用途地域：指定なし
- 指定建蔽率：60%
- 指定容積率：100%
- 取得価格：972,790,000円

### 建物
敷地内の建物は以下の通りである。
| 棟番号 | 棟名称          | 構造  | 階数        | 延床面積 | 建築年 | 耐震情報 | 備考           |
| ------ | --------------- | ----- | ----------- | -------- | ------ | -------- | -------------- |
| 001    | 校舎-1          | RC造  | 地上3階建て | 2,919.00 | 1963   | IS値0.90 | 旧三和町が建設 |
| 002    | 体育館          | RC造  | 地上1階建て | 1,014.00 | 1995   | 新耐震   |                |
| 003    | 校舎-2          | RC造  | 地上3階建て | 775.00   | 1981   | IS値0.78 |                |
| 004    | 武道場          | RC造  | 地上1階建て | 670.00   | 1987   | 新耐震   |                |
| 005    | 調理室・校舎ー1 | RC造  | 地上3階建て | 109.00   | 1994   | 新耐震   |                |
| 006    | 倉庫・物置      | SRC造 | 地上1階建て | 70.00    | 1994   | -        |                |
| 007    | 脱衣室・更衣室  | 木造  | 地上1階建て | 62.00    | 1981   | -        |                |
| 008    | 便所・校舎ー1   | RC造  | 地上1階建て | 51.00    | 1989   | 新耐震   |                |
| 009    | 倉庫・物置      | 木造  | 地上1階建て | 47.00    | 1984   | -        |                |
| 010    | 脱衣室・更衣室  | 木造  | 地上1階建て | 26.00    | 1981   | -        |                |
| 011    | 校舎・園舎      | 木造  | 地上1階建て | 26.00    | 1963   | -        | 旧三和町が建設 |
| 012    | 倉庫・物置      | 木造  | 地上1階建て | 20.00    | 1982   | -        |                |
| 013    | 倉庫・物置      | S造   | 地上1階建て | 19.00    | 2004   | -        |                |
| 014    | 脱衣室・更衣室  | S造   | 地上1階建て | 10.00    | 1976   | -        |                |
| 015    | 校舎ー2         | S造   | 地上1階建て | 9.00     | 1981   | -        |                |
| 016    | 倉庫・物置      | 木造  | 地上1階建て | 7.00     | 1963   | -        | 旧三和町が建設 |

## 規模
2022年（令和4年）4月1日現在は以下の通りである。
- 生徒数：103名
- 学級数：6学級
- 教員数：18名

### 推移
年度別4月1日現在の生徒数・学級数の推移は以下の通りである。
| 年度                   | 全校生徒数 | 卒業生 | 学級数 | 職員数 | 備考                       |
| ---------------------- | ---------- | ------ | ------ | ------ | -------------------------- |
| 1962年度（昭和37年度） | 777名      | 253名  | 20学級 | 31名   |                            |
| 1963年度（昭和38年度） | 733名      | 256名  | 20学級 | 30名   |                            |
| 1964年度（昭和39年度） | 667名      | 250名  | 15学級 | 24名   |                            |
| 1965年度（昭和40年度） | 598名      | 216名  | 14学級 | 22名   |                            |
| 1966年度（昭和41年度） | 602名      | 189名  | 14学級 | 23名   |                            |
| 1967年度（昭和42年度） | 593名      | 185名  | 15学級 | 24名   |                            |
| 1968年度（昭和43年度） | 589名      | 218名  | 15学級 | 26名   |                            |
| 1969年度（昭和44年度） | 550名      | 192名  | 15学級 | 25名   |                            |
| 1970年度（昭和45年度） | 544名      | 188名  | 15学級 | 25名   |                            |
| 1971年度（昭和46年度） | 522名      | 173名  | 14学級 | 23名   |                            |
| 1972年度（昭和47年度） | 495名      | 189名  | 14学級 | 24名   |                            |
| 1973年度（昭和48年度） | 482名      | 164名  | 13学級 | 24名   |                            |
| 1974年度（昭和49年度） | 451名      | 149名  | 12学級 | 22名   |                            |
| 1975年度（昭和50年度） | 457名      | 173名  | 12学級 | 22名   |                            |
| 1976年度（昭和51年度） | 449名      | 136名  | 12学級 | 22名   |                            |
| 1977年度（昭和52年度） | 472名      | 154名  | 13学級 | 23名   |                            |
| 1978年度（昭和53年度） | 487名      | 166名  | 13学級 | 25名   |                            |
| 1979年度（昭和54年度） | 478名      | 170名  | 13学級 | 24名   |                            |
| 1980年度（昭和55年度） | 563名      | 171名  | 13学級 | 29名   |                            |
| 1981年度（昭和56年度） | 697名      | 171名  | 16学級 | 30名   |                            |
| 1982年度（昭和57年度） | 824名      | 268名  | 20学級 | 35名   |                            |
| 1983年度（昭和58年度） | 530名      | 180名  | 15学級 | 27名   | 市原市立双葉中学校に分離。 |
| 1984年度（昭和59年度） | 523名      | 178名  | 14学級 | 25名   |                            |
| 1985年度（昭和60年度） | 519名      | 167名  | 13学級 | 24名   |                            |
| 1986年度（昭和61年度） | 515名      | 179名  | 13学級 | 24名   |                            |
| 1987年度（昭和62年度） | 507名      | 174名  | 13学級 | 25名   |                            |
| 1988年度（昭和63年度） | 479名      | 161名  | 13学級 | 25名   |                            |
| 1989年度（平成元年度） | 470名      | 171名  | 13学級 | 25名   |                            |
| 1990年度（平成2年度）  | 437名      | 146名  | 13学級 | 25名   |                            |
| 1991年度（平成3年度）  | 418名      | 152名  | 13学級 | 27名   |                            |
| 1992年度（平成4年度）  | 394名      | 141名  | 13学級 | 26名   |                            |
| 1993年度（平成5年度）  | 359名      | 185名  | 12学級 | 25名   |                            |
| 1994年度（平成6年度）  | 371名      | 122名  | 12学級 | 25名   |                            |
| 1995年度（平成7年度）  | 371名      | 112名  | 12学級 | 25名   |                            |
| 1996年度（平成8年度）  | 385名      | 138名  | 12学級 | 25名   |                            |
| 1997年度（平成9年度）  | 384名      | 134名  | 13学級 | 27名   |                            |
| 1998年度（平成10年度） | 364名      | 123名  | 11学級 | 27名   |                            |
| 1999年度（平成11年度） | 345名      | 125名  | 11学級 | 26名   |                            |
| 2000年度（平成12年度） | 330名      | 115名  | 10学級 | 26名   |                            |
| 2001年度（平成13年度） | 320名      | 105名  | 10学級 | 27名   |                            |
| 2002年度（平成14年度） | 316名      | 114名  | 10学級 | 27名   |                            |
| 2003年度（平成15年度） | 293名      | 103名  | 10学級 | 27名   |                            |
| 2004年度（平成16年度） | 288名      | 98名   | 11学級 | 29名   |                            |
| 2005年度（平成17年度） | 280名      | 95名   | 11学級 | 27名   |                            |
| 2006年度（平成18年度） | 264名      | 96名   | 10学級 | 27名   |                            |
| 2007年度（平成19年度） | 244名      | 不明   | 9学級  | 26名   |                            |
| 2008年度（平成20年度） | 203名      | 74名   | 9学級  | 26名   |                            |
| 2009年度（平成21年度） | 218名      | 74名   | 8学級  | 25名   |                            |
| 2010年度（平成22年度） | 203名      | 74名   | 7学級  | 25名   |                            |
| 2011年度（平成23年度） | 197名      | 73名   | 7学級  | 25名   |                            |
| 2012年度（平成24年度） | 198名      | 57名   | 7学級  | 26名   |                            |
| 2013年度（平成25年度） | 198名      | 66名   | 8学級  | 27名   |                            |
| 2014年度（平成26年度） | 202名      | 74名   | 8学級  | 28名   |                            |
| 2015年度（平成27年度） | 188名      | 60名   | 8学級  | 28名   |                            |
| 2016年度（平成28年度） | 183名      | 69名   | 8学級  | 27名   |                            |
| 2017年度（平成29年度） | 155名      | 62名   | 8学級  | 25名   |                            |
| 2018年度（平成30年度） | 134名      | 53名   | 8学級  | 25名   |                            |
| 2019年度（平成31年度） | 136名      | 42名   | 8学級  | 24名   |                            |
| 2020年度（令和2年度）  | 131名      | 41名   | 7学級  | 17名   |                            |
| 2021年度（令和3年度）  | 127名      | 54名   | 7学級  | 17名   |                            |
| 2022年度（令和4年度）  | 103名      | 未卒   | 6学級  | 18名   |                            |

## 通学区域
以下の町丁字とその範囲を通学区域に指定している。
- 山倉
- 福増
- 海士有木
- 相川
- 新堀
- 武士
- 権現堂
- 糸久
- 分目
- 浅井小向
- 磯ケ谷
- 松崎
- 大桶
- 新巻
- 川在
- 櫃狭
- 土宇
- 二日市場
- 山田
- 安須の一部
- 高坂の一部
- 大坪
- 新生の一部
- 西広6丁目の一部

## 通学区域内施設
- 市原市立有秋中学校
- 市原市立国分寺台中学校
- 市原市立双葉中学校
- 市原市立南総中学校

## 小学校区
- 市原市立養老小学校
- 市原市立市西小学校

## 隣接中学校区
- 市原市立有秋中学校
- 市原市立国分寺台中学校
- 市原市立双葉中学校
- 市原市立南総中学校